# Western Baths Club

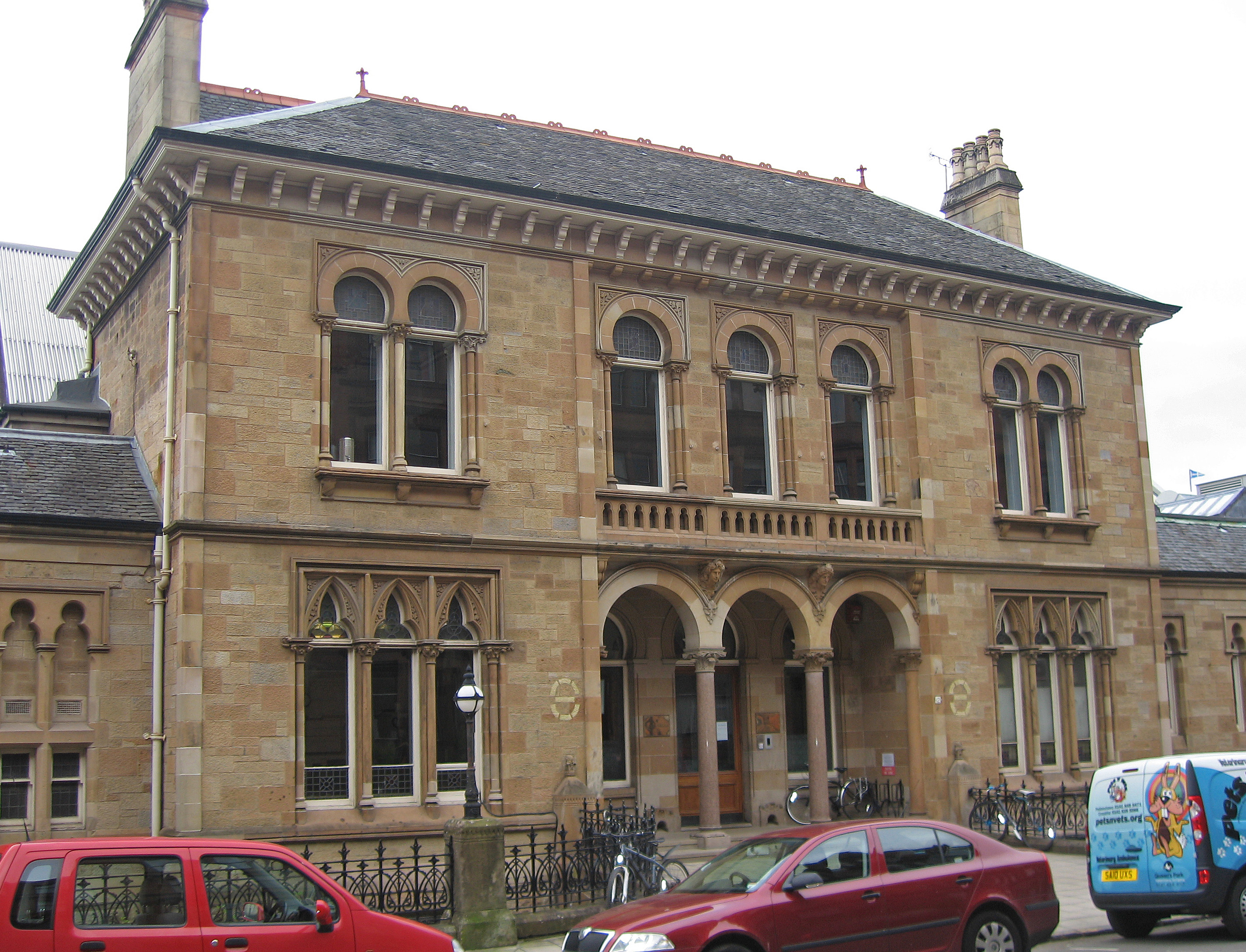
Western Baths Club

Der Western Baths Club ist ein Schwimmverein in der schottischen Stadt Glasgow. Er nutzt die gleichnamige Badeanstalt, die 1970 in die schottischen Denkmallisten zunächst in der Kategorie B aufgenommen wurden. Die Hochstufung in die höchste Denkmalkategorie A erfolgte 2014.

## Geschichte
1804 eröffnete das erste Hallenbad Glasgows. Insbesondere in der zweiten Hälfte des 19. Jahrhunderts erfreute sich der Schwimmsport in der Stadt zunehmenden Zuspruchs. So eröffnete 1871 mit dem Arlington Baths Club der erste private Schwimmverein des Vereinigten Königreichs in Glasgow. Im Zuge der Begeisterung für den Schwimmsport gründeten sich um diese Zeit verschiedene Schwimmvereine in Glasgow und Umgebung. Zu diesen gehört auch der 1876 gegründete Western Baths Club. Vor dessen Eingemeindung befand er sich im Burgh Hillhead. Obschon der Verein bei Gründung beiden Geschlechtern offenstand, waren seine Mitglieder meist männlichen Geschlechts. Für Frauen waren im Wochenplan nur wenige Badestunden reserviert. Erst 1965 wurden die geschlechtergetrennten Badezeiten abgeschafft. Bis zur Eröffnung der Esplanade Baths in Aberdeen 1898 besaß der Western Baths Club das größte Schwimmbecken Schottlands.

## Beschreibung
Der Western Baths Club befindet sich an den Cranworth Street im Glasgower Westen. Für den Entwurf zeichnen die schottischen Architekten William Clarke und George Bell verantwortlich. Bei dem Bau entstanden Gesamtkosten in Höhe von 20.000 £. Das Gebäude weist Elemente der byzantinischen wie auch der neogotischen Architektur auf. 1907 und 1914 wurde das Gebäude in zwei Bauphasen durch Honeyman, Keppie & Mackintosh beziehungsweise Honeyman & Keppie überarbeitet.
Die Schwimmhalle ist mit einer Arkade aus Rundbögen gestaltet. Darüber sind drei Lanzettfenster in das Mauerwerk eingelassen. Der Beckenboden ist ebenso wie Teile der Wände mit farbigen Fliesen belegt.